# Conosiphon similis
Conosiphon similis là một loài ruồi trong họ Asilidae. Conosiphon similis được Becker miêu tả năm 1923. Loài này phân bố ở vùng Cổ Bắc giới.